# Wilhelm Müller (Politiker, 1821)

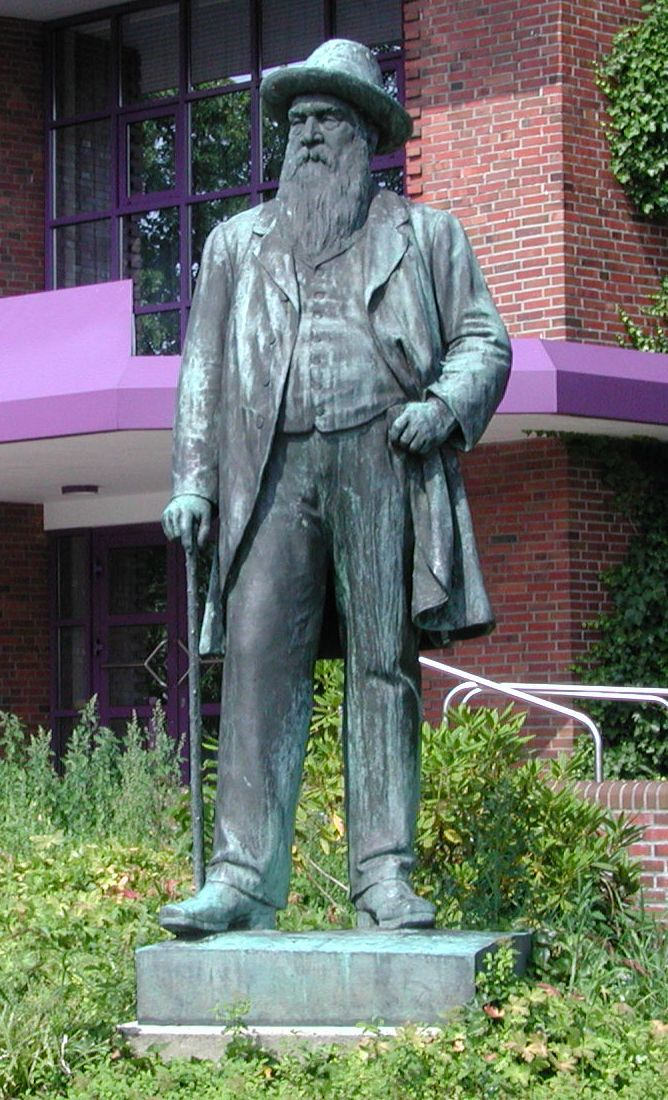
Bronzestandbild von Wilhelm Müller vor der Stadthalle Friedeburg

Hermann Wilhelm Müller (* 11. September 1821 in Atens; † 27. Mai 1899 in ebenda) war ein deutscher Kaufmann, Reederei-Agent und Kommunalpolitiker. Er war maßgeblich an der späteren Gründung der Stadt Nordenham beteiligt.

## Leben
Müller wurde als viertes Kind des Kaufmanns Johann Friedrich Müller (* 23. Dezember 1784, † 27. Februar 1869) und der Hausmannstochter Gesche Gesine geb. Harms (* 21. Februar 1790, † 13. September 1861) auf Gut Schützfeld in der Gemeinde Atens geboren. Sein Vater, der aus Kranenkamp bei Bockhorn stammte, hatte das Gut 1812 erstanden und war zeitweilig Atenser Kirchspielsvogt.  Müller erhielt seine Schulbildung durch einen Hauslehrer und besuchte später das Mariengymnasium Jever. Anschließend folgte eine Kaufmannslehre in Oldenburg.

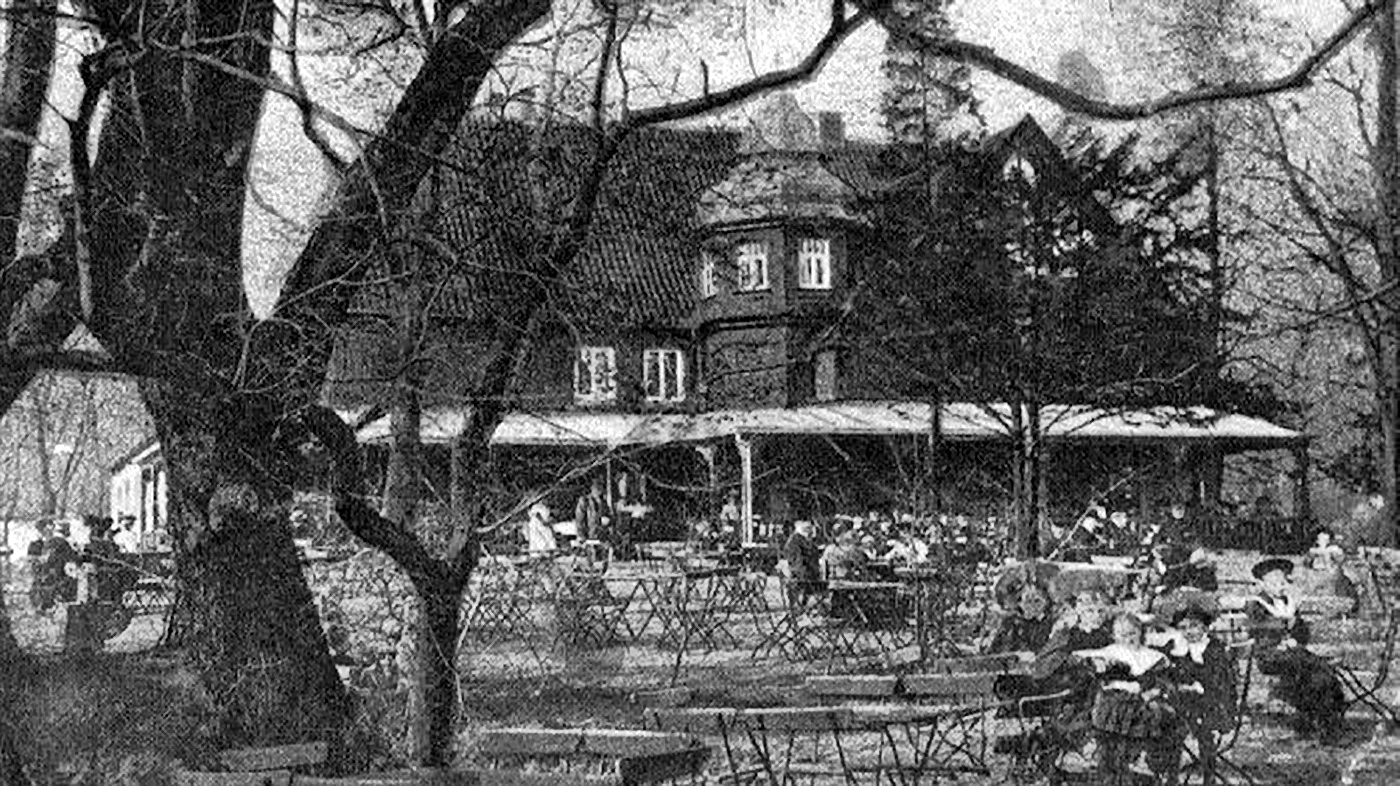
Die Friedeburg

Als 24-Jähriger übernahm er das Geschäft in der Gaststätte „Friedeburg“ vom Vater, die dieser 1841 erworben hatte, sowie eine Kolonialwarenhandlung, eine Bäckerei und einen Tuchladen. 1858 gelangte die Gaststätte vollständig in seinen Besitz. Müller erkannte die Chancen eines Hafenplatzes an der linken Weserseite für den Viehhandel. Gemeinsam mit Johann Friedrich Hansing versuchte er durch Eingaben an die oldenburgische Landesregierung einen Anleger auf dem Gelände von „Gut Nordenham II“ einrichten zu lassen, welches Hansing gehörte. Als dies scheiterte, begann er als Agent für die Robinson-Linie, später für den neugegründeten Norddeutschen Lloyd, den Viehhandel nach England über die Häfen von Brake und Großensiel zu organisieren. Als Agent des Norddeutschen Lloyds ließ er den Ochsenpier in der Nähe des heutigen Nordenhamer Hafens errichten. 1864 erreichte er, dass auch ein Personenanleger südlich des Ochsenpiers errichtet werden durfte. An der Stelle des damaligen Ochsenpiers befindet sich heute der „Unionpier“, der gelegentlich von Ausflugsschiffen genutzt wird.
Neben der Gaststätte „Friedeburg“ betrieb Müller seit 1864 auch das Hotel „Zum Grauen Ochsen“ auf dem Deich nahe „Gut Nordenham II“. 1874 verkaufte er dieses an das Großherzogtum Oldenburg, aus dem Hotel wurde das Bahnhofsgebäude der 1875 neueingerichteten Bahnlinie Brake-Nordenham. 1874 erwarb Müller das „Gut Nordenham II“ von der Familie Hansing und baute es zu einem Hotelbetrieb um. 1876 eröffnete er es als „Friesischer Hof“.
Neben seinen kaufmännischen Tätigkeiten agierte er als Vorsitzender des Nordenhamer Handelsvereins und war Amts- und Gemeinderatsmitglied der Landgemeinde Atens.

## Rezeption
Müller gilt als Stadtgründer von Nordenham, obwohl er acht Jahre vor der eigentlichen Gründung der Stadt Nordenham starb. Seine Aktivitäten ermöglichten jedoch erst das rasche Wachstum der Landgemeinde Atens/Nordenham. Bereits 1900, ein Jahr nach seinem Tod, wurde ein Bronzestandbild im Bürgerpark nahe der „Friedeburg“ aufgestellt. 1958 wurde es beim Bau der Stadthalle Friedeburg in den neuangelegten Friedeburgpark verlegt, seit 1991 steht es vor der Stadthalle gegenüber dem Kaiser-Wilhelm-Denkmal.